# Ilha de Santa Maria

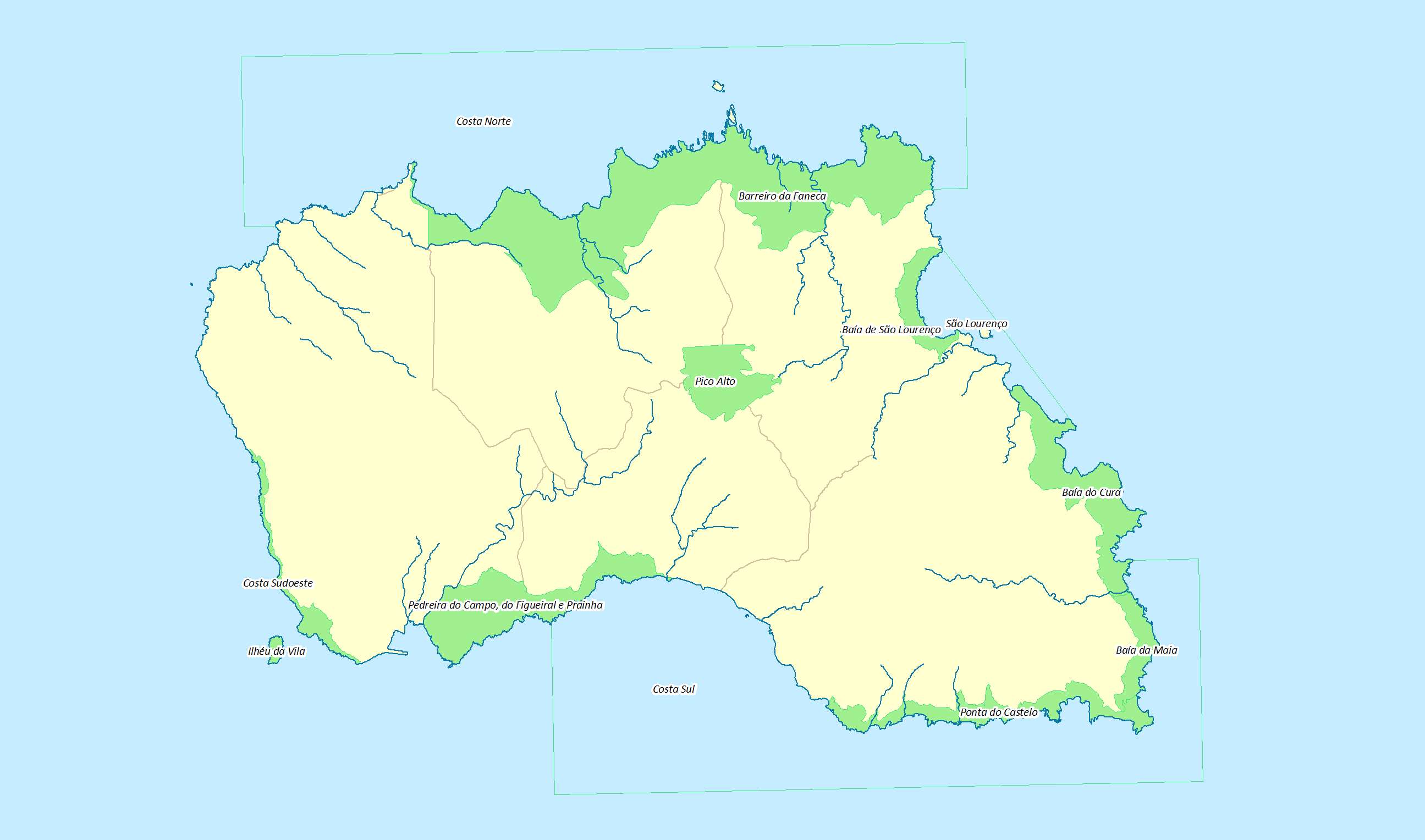
Mapa da ilha de Santa Maria, com a indicação das Áreas Protegidas.

A ilha de Santa Maria situa-se no extremo sudeste do arquipélago dos Açores, de que integra o Grupo Oriental. Tem uma superfície de 97,4 km² e uma população residente (gentílico: marienses) Segundo os últimos dados censitários de 2021, Santa Maria tem uma população residente de 5.414 habitantes (2.593 homens e 2.821 mulheres), distribuída pelas cinco freguesias que compõem o concelho de Vila do Porto, o único da ilha.
Terá sido a primeira ilha dos Açores a ser avistada, por volta de 1427, pelo navegador português Diogo de Silves. Posteriormente, em fevereiro de 1493, Cristóvão Colombo fez escala na ilha no regresso da sua primeira viagem à América.
Atualmente, o principal motor económico da ilha é a atividade aeronáutica, com o Aeroporto de Santa Maria e o Centro de Controlo Aéreo do Atlântico, o qual administra a FIR Oceânica de Santa Maria, uma das maiores e mais importantes regiões de informação de voo do mundo.

## Geografia

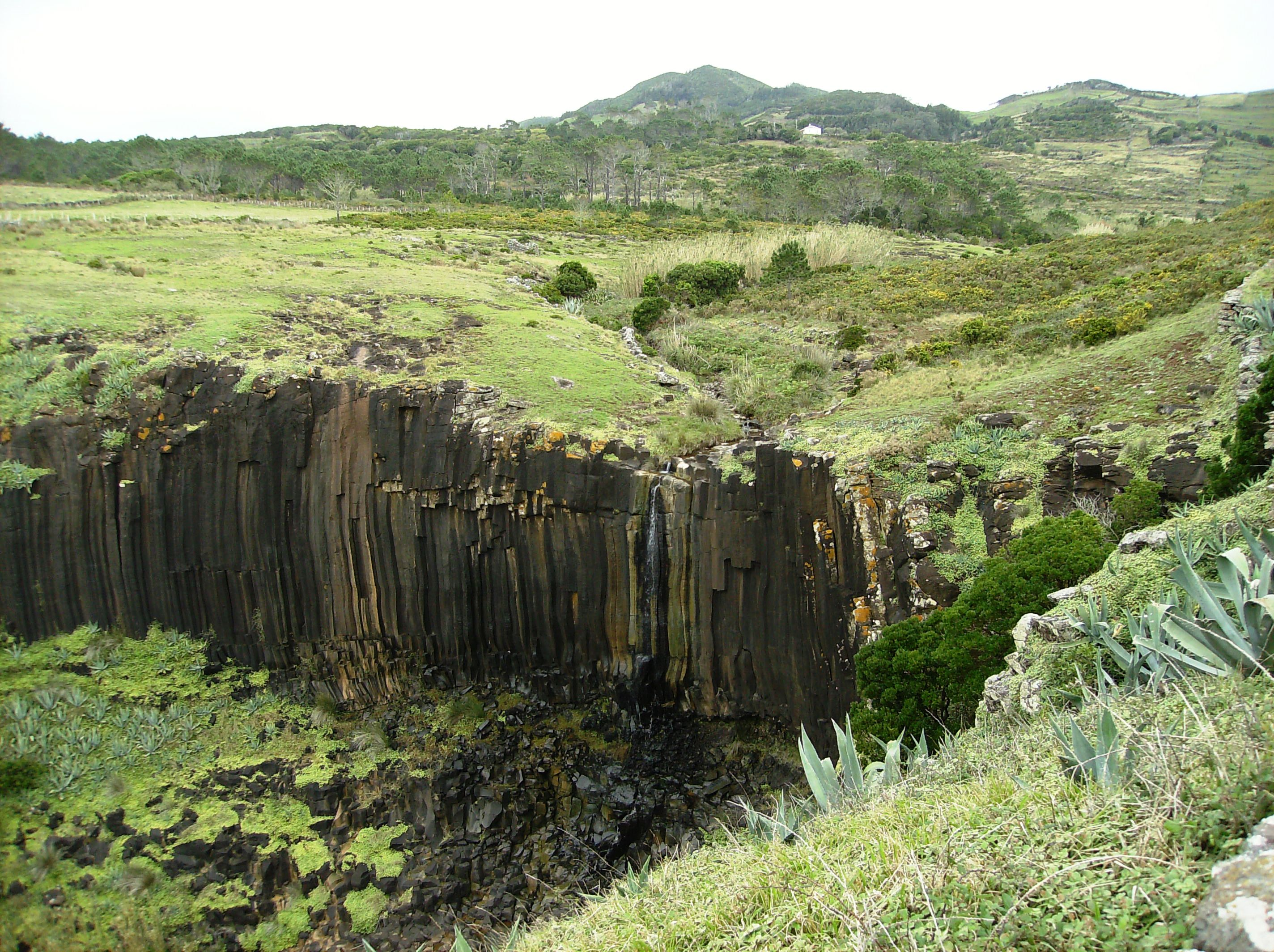
Panorâmica da formação geológica (disjunção prismática) da Ribeira dos Maloés.

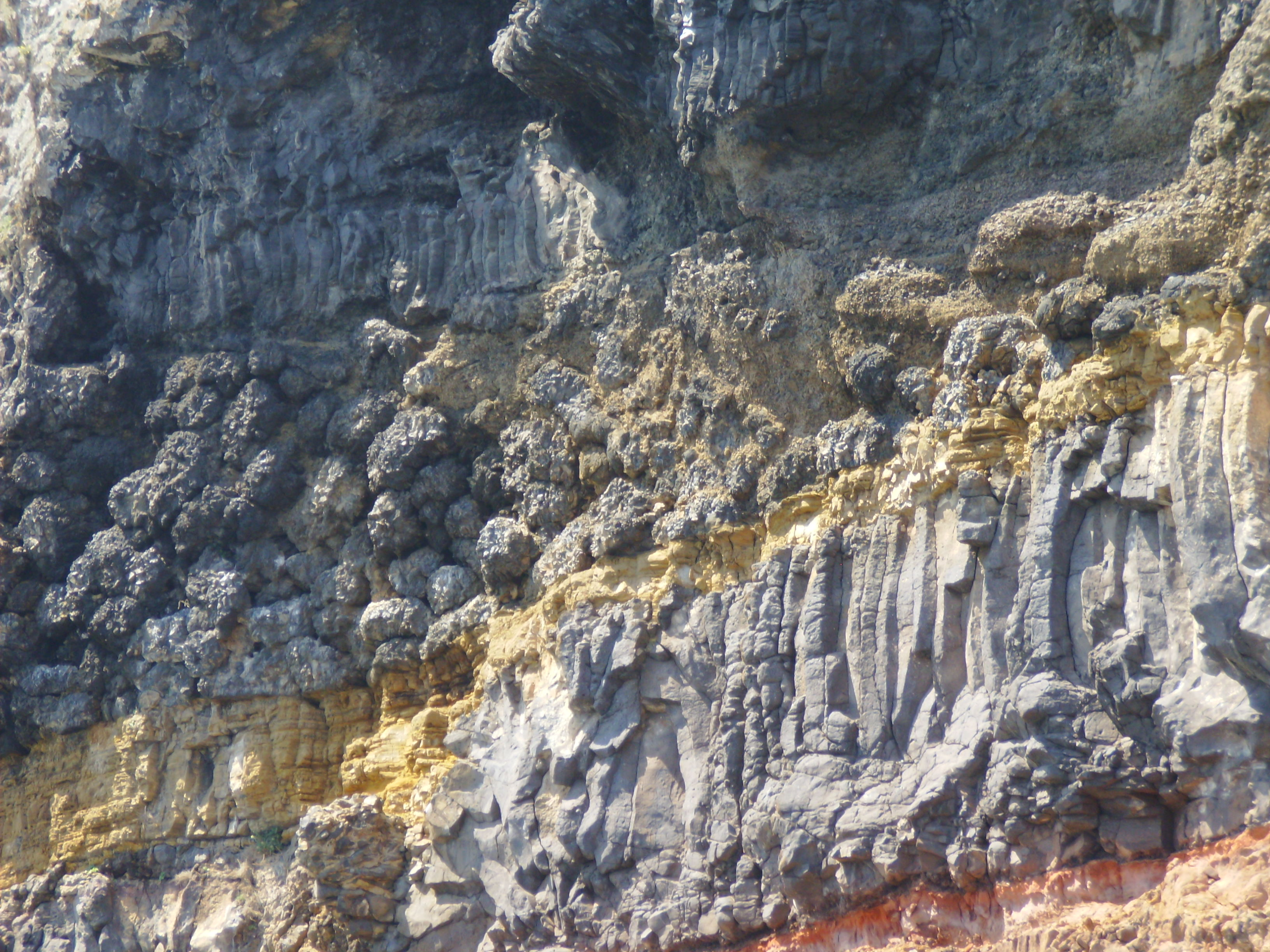
Detalhe da formação geológica (almofadas e disjunções prismáticas de basalto) na ponta do Castelo.

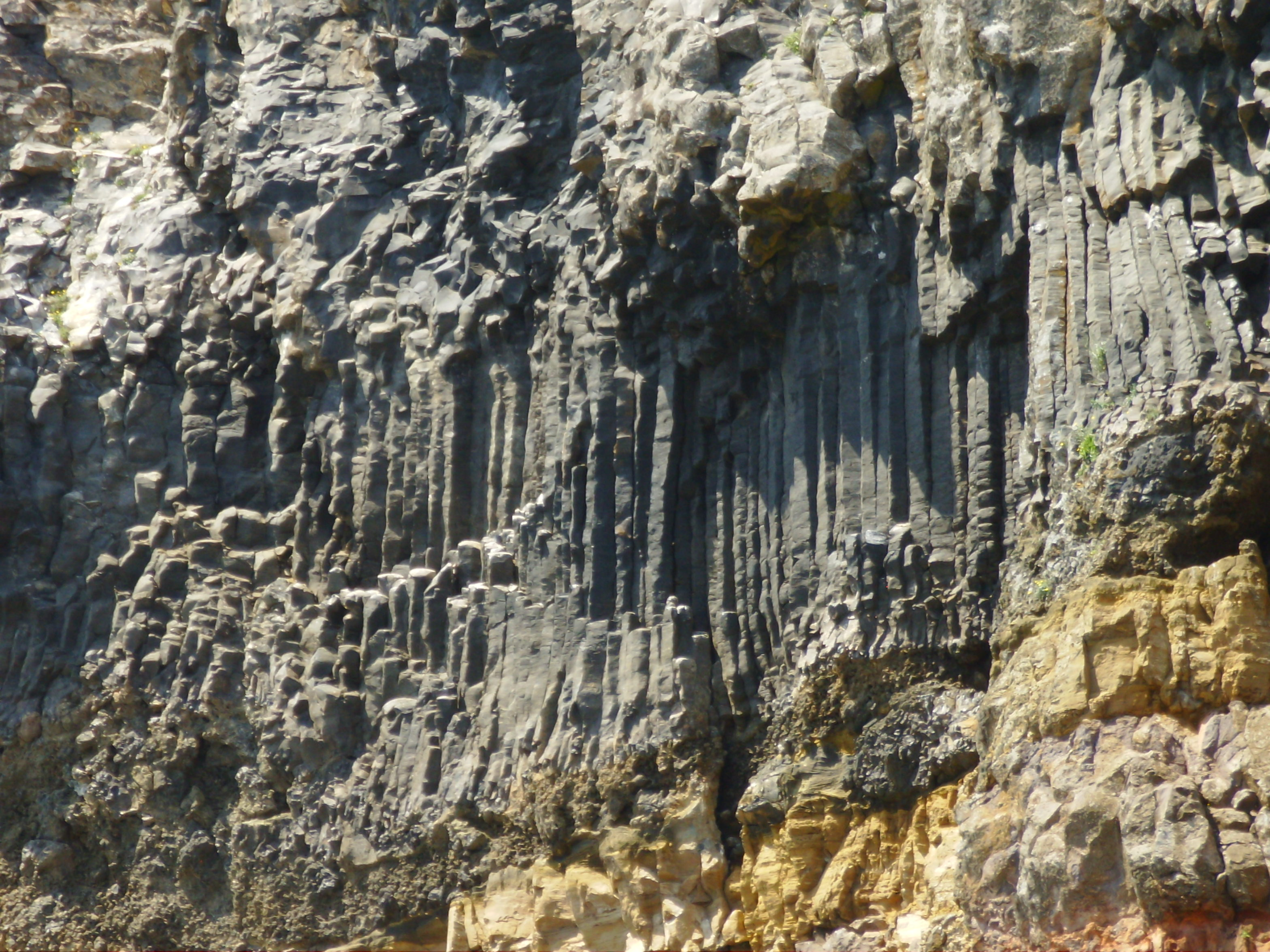
Detalhe da disjunção prismática na ponta do Castelo.

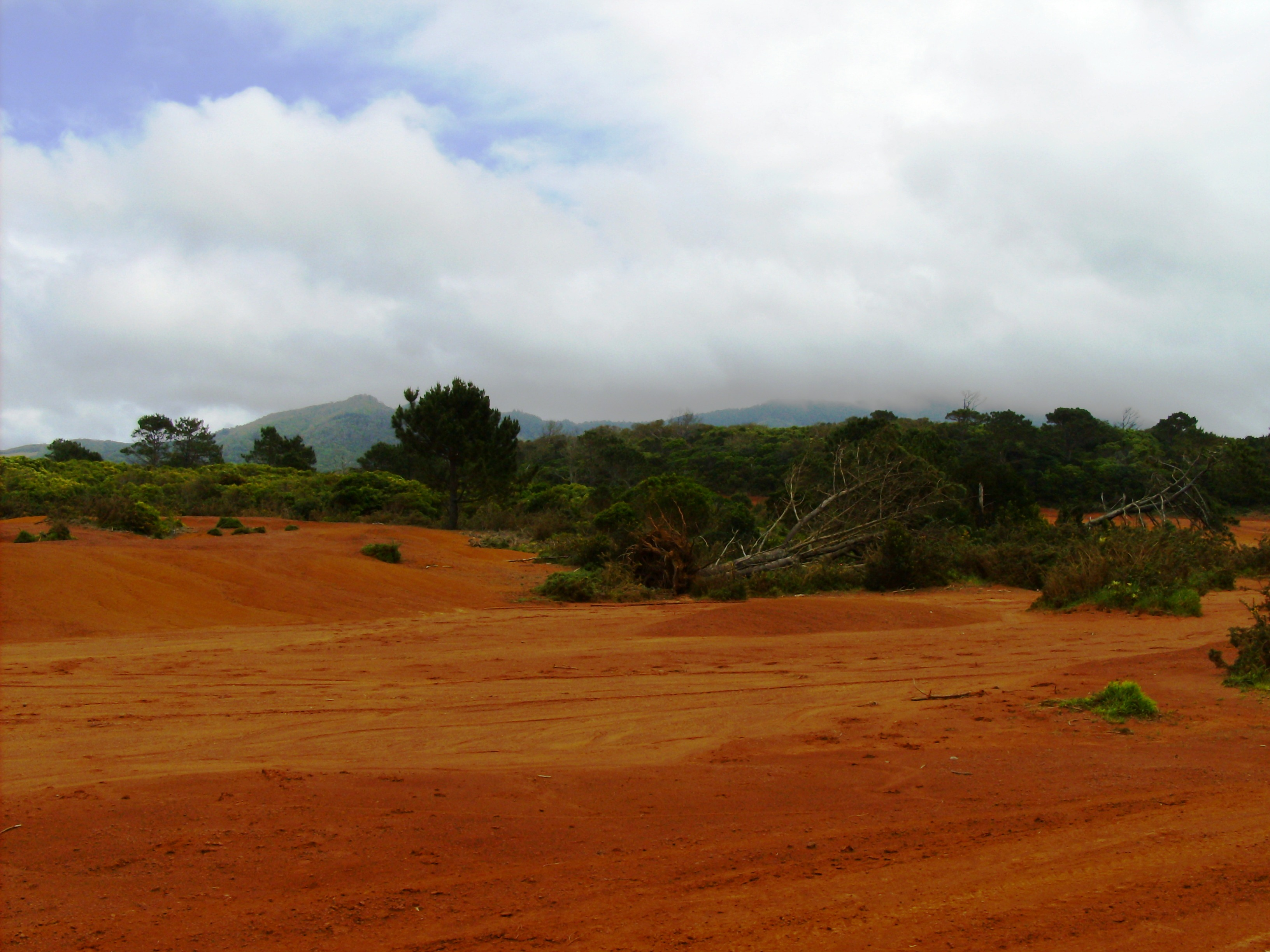
Aspecto do barreiro da Faneca.

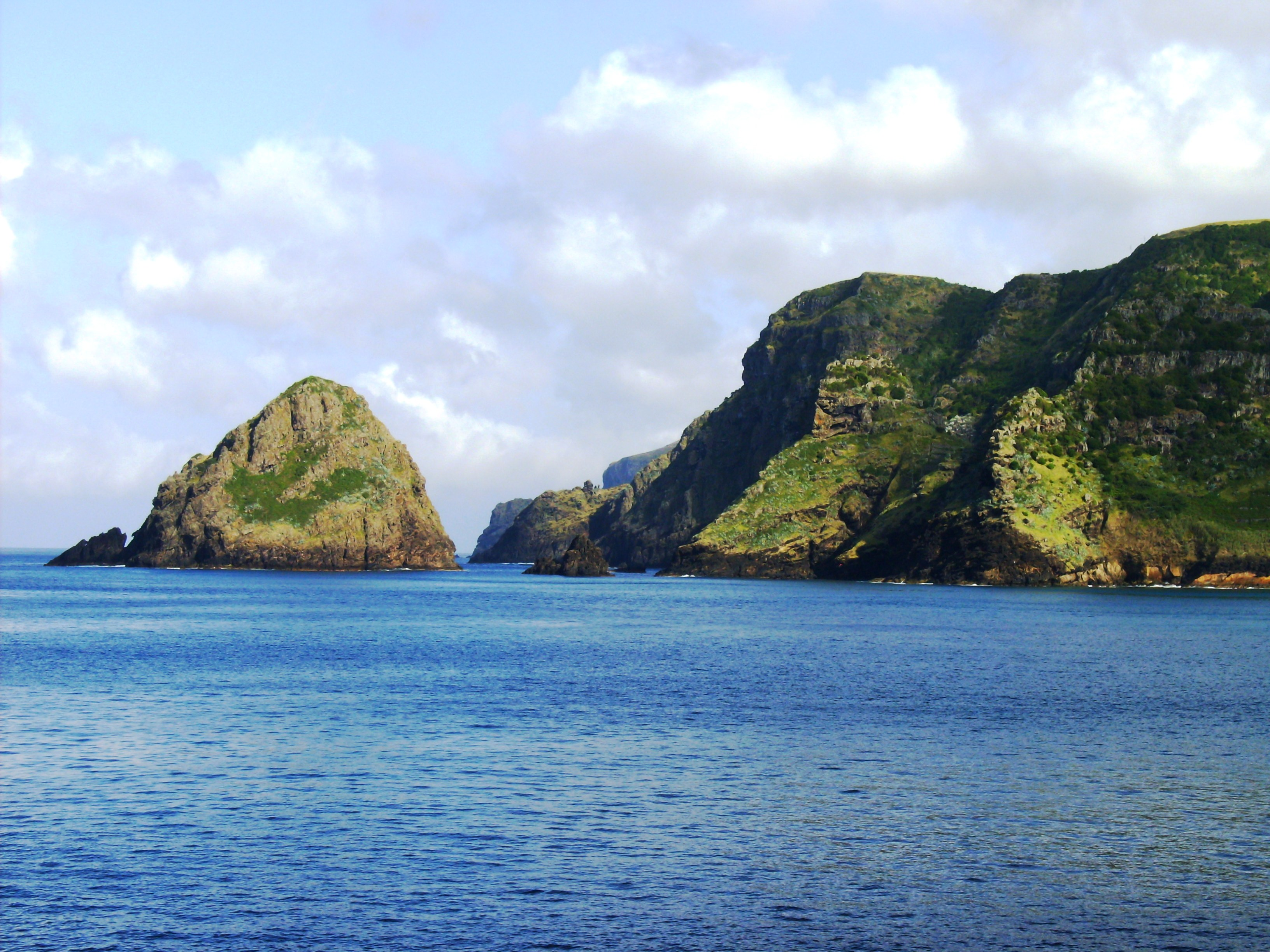
Ilhéu do Romeiro, baía de São Lourenço.

Localizada a cerca de 100 km a sul da ilha de São Miguel e a cerca de 600 km da ilha das Flores, Santa Maria é a ilha mais oriental e a mais meridional do arquipélago. Está compreendida entre os paralelos 36º 55' N e 37º 01' N e os meridianos 25º00' W e 25º 11' W. Tem um formato sensivelmente quadrangular e, sendo o comprimento máximo da respetiva diagonal de cerca de 15,5 quilómetros, entre a ponta do Castelo e a Sudeste e a ponta da Restinga, a Noroeste.
Geologicamente é a mais antiga ilha dos Açores, com formações que ultrapassam os 8,12 milhões de anos de idade, sendo por isso a de vulcanismo mais remoto. Esta idade comparativamente avançada confere maturidade ao relevo e explica a presença de extensas formações de origem sedimentar onde se podem encontrar fósseis marinhos.
Embora seja a única no arquipélago que não apresenta atividade vulcânica recente, também está sujeita a sismicidade relativamente elevada dada a sua proximidade ao troço final da Falha Glória (zona de fratura Açores-Gibraltar). Demonstram-no, por exemplo, os fortes sismos de novembro de 1937 e de maio de 1939, e a recente crise sísmica de março de 2007.
Com apenas 97,4 km² de área emersa, apresenta forma grosseiramente oval, com um comprimento máximo no sentido noroeste-sudeste de 16,8 km, a ilha está dividida em duas regiões com aspecto geomorfológico nitidamente contrastante:
- Uma extensa região aplanada e baixa, ocupando os dois terços ocidentais da ilha, com uma altitude máxima de 277 metros acima do nível do mar nos Piquinhos, com solos argilosos. A baixa altitude não permite a intercepção da humidade atmosférica, gerando um clima seco, que dá a esta região da ilha um carácter distintamente mediterrânico, em forte contraste com o resto do arquipélago. No extremo sudoeste desta zona aplainada situa-se Vila do Porto, a maior povoação da ilha (com cerca de 65% da população residente) e as freguesias de São Pedro e de Almagreira. O aeroporto de Santa Maria ocupa toda a faixa litoral oeste da ilha, aproveitando a paisagem naturalmente plana do local e a ausência de obstáculos nas suas zonas de aproximação. Na costa sudoeste, na foz das duas ribeiras que ali confluem, encontra-se uma profunda enseada onde se localiza o porto da Vila do Porto. Uma larga baía a norte, abriga o porto dos Anjos, o povoado mais antigo da ilha, e o local de desembarque dos marinheiros de Cristóvão Colombo.
- O terço oriental da ilha é constituído por terras altas, muito acidentadas e esculpidas pela erosão. Nesta zona situa-se o ponto mais elevado da ilha, o Pico Alto, com 590 metros de altitude, e os picos das Cavacas (491 m) e Caldeira (481 m). A intercepção da humidade dos ventos leva à formação de nuvens orográficas em torno do pico, propiciando abundante precipitação oculta e dando à área condições para a existência de uma vegetação rica e de alguma agricultura. Nesta região situam-se as freguesias de Santa Bárbara e de Santo Espírito, as mais férteis da ilha.

A geologia da ilha caracteriza-se pela presença de um substrato basáltico deformado por fracturas que seguem uma orientação preferencial NW-SW, no qual está intercalada uma densa rede filoniana com a mesma orientação. Intercalados nos basaltos encontram-se algumas formações de carácter traquibasáltico. Sobre estes materiais encontram-se extensos depósitos fossilíferos, incrustados em depósitos calcários de origem marinha, formados num período de transgressão em que o oceano se encontraria a cerca de 40 metros acima do actual nível médio do mar. A presença destes depósitos, únicos nos Açores, originou na ilha uma indústria de extracção de calcário e fabrico de cal, que atingiu o seu auge no princípio do século XX, encontrando-se extinta.
Os depósitos fossilíferos de Santa Maria despertaram grande interesse da comunidade científica, levando a numerosos estudos paleontológicos, desenvolvidos a partir do terceiro quartel do século XIX.  Publicaram estudos sobre os fósseis da ilha, entre outros, Georg Hartung (1860), Reiss (1862), Bronn (1860), Mayer (1864), Friedlander (1929) e José Agostinho (1937). A partir de 2002, com a criação de um grupo de investigação na Universidade dos Açores, dedicado em exclusivo ao estudo da paleontologia e da paleobiogeografia dos Açores, conseguiu-se potenciar de forma mais consistente a importância que os fósseis desta ilha dos Açores representam no contexto dos processos evolutivos no Nordeste do Atlântico, sendo actualmente reconhecida internacionalmente a riqueza e o valor do património paleontológico que Santa Maria encerra. A maioria dos grupos fósseis estudados em Santa Maria (ex: moluscos, equinodermes, corais, ostrácodes, cetáceos, tubarões fósseis ou mesmo as algas calcárias fósseis), têm revelado novidades científicas, com espécies novas para a ciência ou com novos registos para os Açores, praticamente em todas as 12 edições dos workshops de "Paleontologia em Ilhas Atlânticas". Resultado direto deste esforço de investigação são as dezenas de artigos publicados desde 2000 (Ávila et al., 2002; Ávila et al., 2007; Estevens & Ávila, 2007; Kirby et al., 2007; Madeira et al., 2007; Calado et al., 2007; Ávila et al., 2008a; Ávila et al., 2008b; Kroh et al., 2008; Janssen et al., 2008; Ávila et al., 2009a; Ávila et al., 2009b; Winkelmann et al., 2010; Madeira et al., 2011; Ávila et al., 2012; Meireles et al., 2012; Meireles et al., 2013; Meireles et al., 2014a; Meireles et al., 2014b; Rebelo et al., 2014; Ávila et al., 2015a; Ávila et al., 2015b; Ávila et al., 2015c; Santos et al., 2015; Ávila et al., 2016a; Ávila et al., 2016b;  Rebelo et al., 2016a; Rebelo et al., 2016b; Uchman et al., 2016).
A importância científica dos depósitos fossilíferos levou à criação, pelo Decreto Legislativo Regional n.º 5/2005/A, de 13 de Maio, da Reserva Natural Regional do Figueiral e Prainha, incluindo o Monumento Natural da Pedreira do Campo, uma zona de particular interesse geológico.
A região ocidental da ilha está recoberta por um solo argiloso de cor avermelhada, resultante da profunda alteração de piroclastos de idade pliocénica, formados quando o clima da ilha era muito mais quente e húmido e o nível médio do mar se situaria cerca de 100 metros abaixo dos atuais. Nas imediações da Vila do Porto, aparecem espessos depósitos de barro vermelho que deram origem a uma importante indústria de olaria, hoje desaparecida, e à exportação de bolas de barro para Vila Franca do Campo e Lagoa, constituindo assim a principal matéria-prima da olaria tradicional micaelense.
A costa da ilha é em geral escarpada, atingindo os 340 metros de altura nas arribas do lugar da Rocha Alta. A ilha tem um conjunto de pontas muito pronunciadas (Ponta do Marvão, Ponta do Castelo e Ponta do Norte), demarcando algumas baías abrigadas onde aparecem praias de areias brancas (Baía de São Lourenço e Praia Formosa). Ao longo das costas de Santa Maria existem alguns ilhéus e rochedos de dimensão apreciável, com destaque para o ilhéu do Romeiro (São Lourenço), o ilhéu da Vila e o ilhéu das Lagoínhas.
Dada à sua baixa altitude, vegetação menos abundante e sua localização a Suste do arquipélago, a maior distância dos centros de baixa pressão que se deslocam nesta região do oceano Atlântico, - em geral de Sudeste para Nordeste, e determinantes da quase totalidade da precipitação nas ilhas açorianas -, a ilha tem um clima oceânico menos acentuado do que as demais ilhas do arquipélago, ameno e com grande insolação, aproximando-se das características do clima mediterrânico, com um Verão seco e quente, bem marcado, e um Inverno suave e pouco chuvoso. As temperaturas médias do ar oscilam entre os 14 °C e os 22 °C.
O povoamento é disperso, com as casas espalhadas por toda a ilha, formando pequenos núcleos ao longo das zonas mais ricas em água da parte ocidental e aninhadas nos vales da parte oriental. O maior povoado é Vila do Porto, à qual está ligado o complexo habitacional e cívico que nasceu em torno do aeroporto, restos da estrutura urbana da antiga base aérea americana dos tempos da Segunda Guerra Mundial. A habitação tradicional é em alvenaria de pedra, com rebocos pintados de branco, barras coloridas em torno das portas e janelas e grandes chaminés cilíndricas, fazendo lembrar as casas alentejanas e algarvias.
O relevo e a riqueza de contrastes entre a terra e o mar, a que se associa o equilíbrio arquitectónico dos povoados, conferem grande beleza à paisagem mariense.
O território da ilha constitui um único concelho, o de Vila do Porto, com uma população residente de 5 414 mil habitantes (2 593 mil homens e 2 821 mil mulheres), dividido em cinco freguesias:
- Vila do Porto, 3 017 habitantes (1 430 homens e 1 587 mulheres) (2021)
- São Pedro, 813 habitantes (394 homens e 419 mulheres) (2021)
- Almagreira, 617 habitantes (309 homens e 308 mulheres) (2021)
- Santo Espírito, 597 habitantes (282 homens e 315 mulheres) (2021)
- Santa Bárbara, 370 habitantes  (178 homens e 192 mulheres) (2021)

Fonte: https://www.exploresantamaria.pt/localizacao-e-populacao/

## Economia

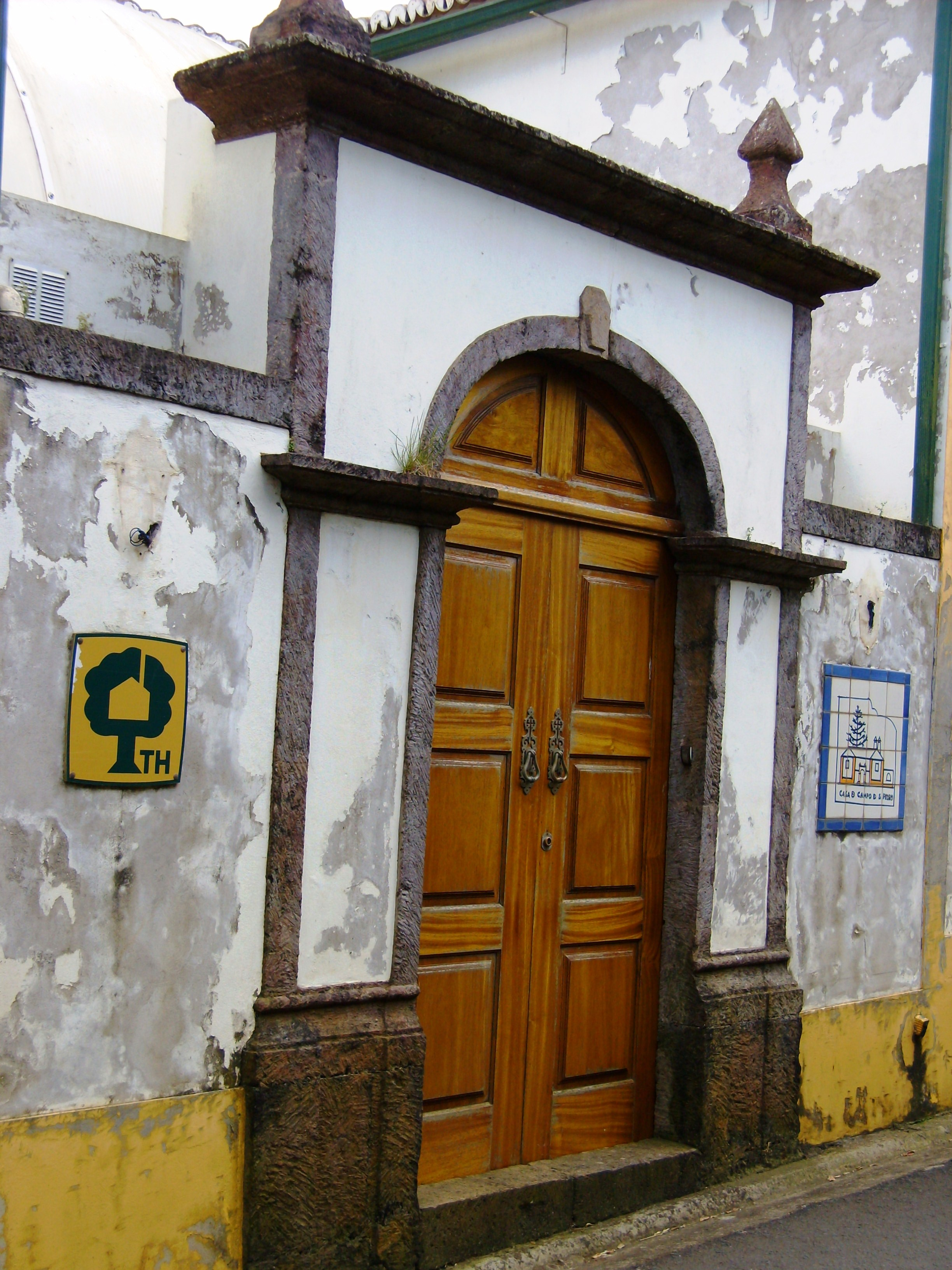
Unidade de turismo de habitação.

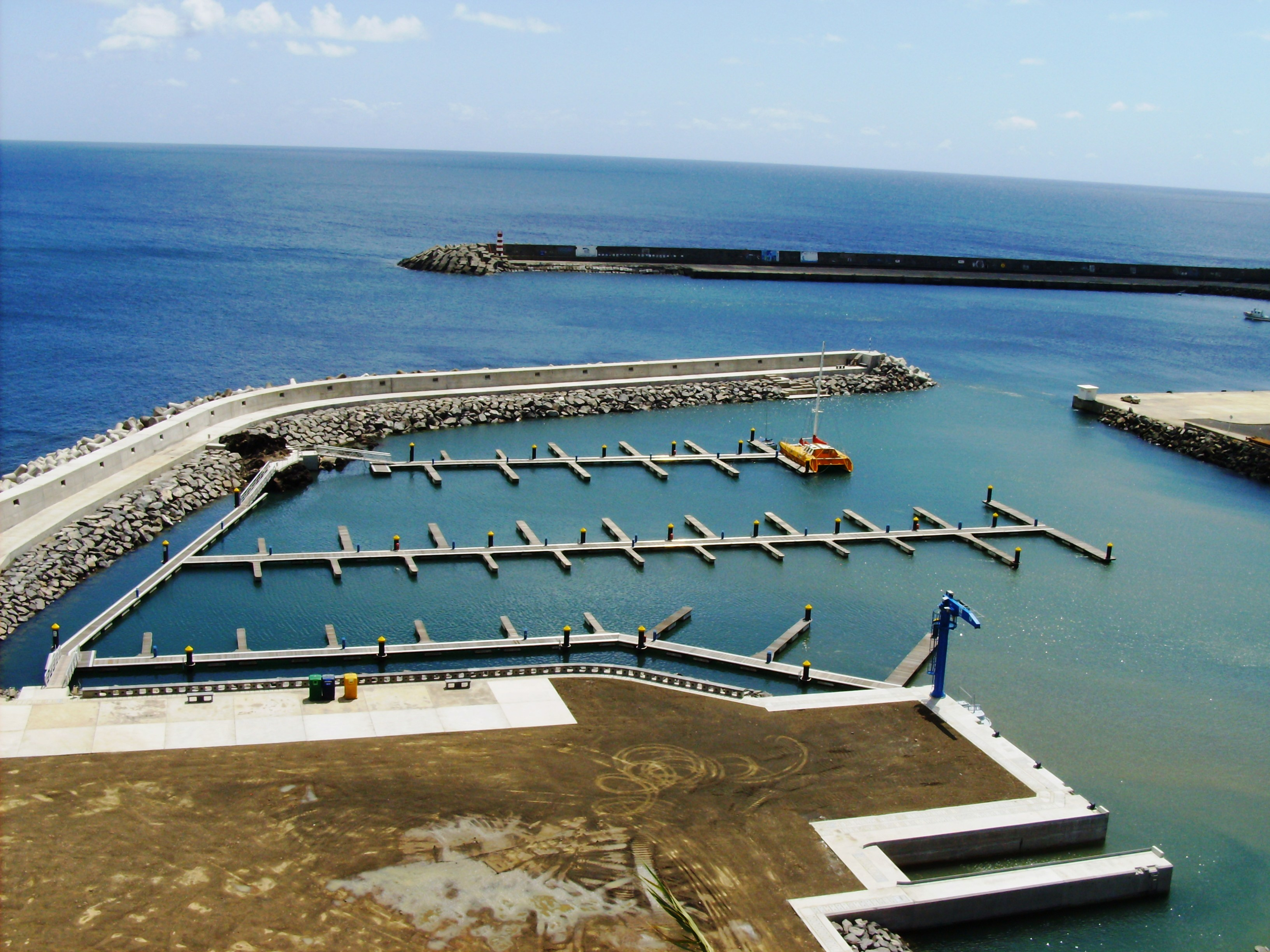
Marina de Vila do Porto (2008).

Em linhas gerais, a economia da ilha seguiu os ciclos típicos da evolução da base produtiva açoriana. Periférica em relação ao arquipélago e às rotas atlânticas da volta do largo, a ilha esteve excluída das grandes rotas comerciais, dedicando-se quase exclusivamente à agricultura, inicialmente centrada no plantio de cana-de-açúcar e produção de açúcar. Sem condições de concorrer com os açúcares do Brasil a partir de meados do século XVI, desenvolveram-se em seguida as culturas de trigo e pastel até ao século XVII, que por sua vez deram lugar à de milho e de laranja, que - com o fim dos morgadios - recaiu em uma agricultura de subsistência assente numa produção cerealífera relativamente pobre, nalguns vinhedos aninhados nas zonas mais abrigadas da ilha e, naquilo em que a ilha difere do resto das demais do arquipélago, numa importante produção de cal e extração de barro. Este último deu origem a uma indústria local de olaria, além de abastecer as olarias de São Miguel e outras ilhas.
Ao contrário da generalidade das outras ilhas, a criação de gado e a produção de lacticínios nunca chegou a dominar a economia local. Ainda assim, a agropecuária constitui a base da economia rural do concelho, onde a área agrícola ocupa 47,6% do território. A actividade é praticada em pequenas explorações, destacando-se as culturas forrageiras, os prados e as pastagens permanentes. Em termos de pecuária o rebanho da ilha é essencialmente voltado para a pecuária de corte, formado pelas raças Charolais e Limousin.
A ilha apresenta uma baixa densidade florestal, com apenas 19 hectares de área florestada de produção, salientando-se as plantações de criptoméria nas faldas do Pico Alto. As zonas de matas são dominadas pelo incenso ("Pittosporum undulatum"), zimbros ("Juniperus") e loureiros.
A pesca também é fator importante na vida da ilha, embora claramente secundário em relação à atividade aeronáutica, ao turismo e à agropecuária.
Quanto ao setor secundário, embora no passado tenha existido além de uma indústria de cerâmica utilitária, uma indústria de processamento de cetáceos (a Fábrica da Baleia do Castelo) e outra de tunídeos (a Fábrica de Conservas Corretora), é de referir a existência de algumas serrações de madeira, fabrico de blocos e de panificação.
No setor terciário, a ilha conta com artesanato, comércio e serviços, embora essencialmente voltados para o turismo. Neste último segmento, as principais actividades e atracções consistem na prática de desportos náuticos, nomeadamente windsurf, vela, esqui aquático, surfe, pesca recreativa e desportiva, mergulho e caça submarina. Para estes últimos, as águas da ilha oferecem sargos, vejas, pargos, garoupas, bodiões, cavalas, anchovas, bicudas e serras. Também é possível fazer praia, passeios e caça ao coelho.
A ilha conta com várias unidades hoteleiras, de turismo de habitação e de turismo rural. Os circuitos pedonais e miradouros da ilha encontram-se bem sinalizados, permitindo ao visitante usufruir tanto das paisagens naturais quanto das informações sobre o meio-ambiente das áreas protegidas na ilha.
A inauguração da Marina de Vila do Porto (2008) aumentou o potencial turístico, nacional e internacional, da ilha.
A recente decisão da Agência Espacial Europeia (ESA), de instalar uma estação de rastreio móvel de satélites na ilha veio reacender o debate sobre o futuro da ilha, hoje dependente quase exclusivamente das atividades aeronáuticas.

## Cultura e tradições

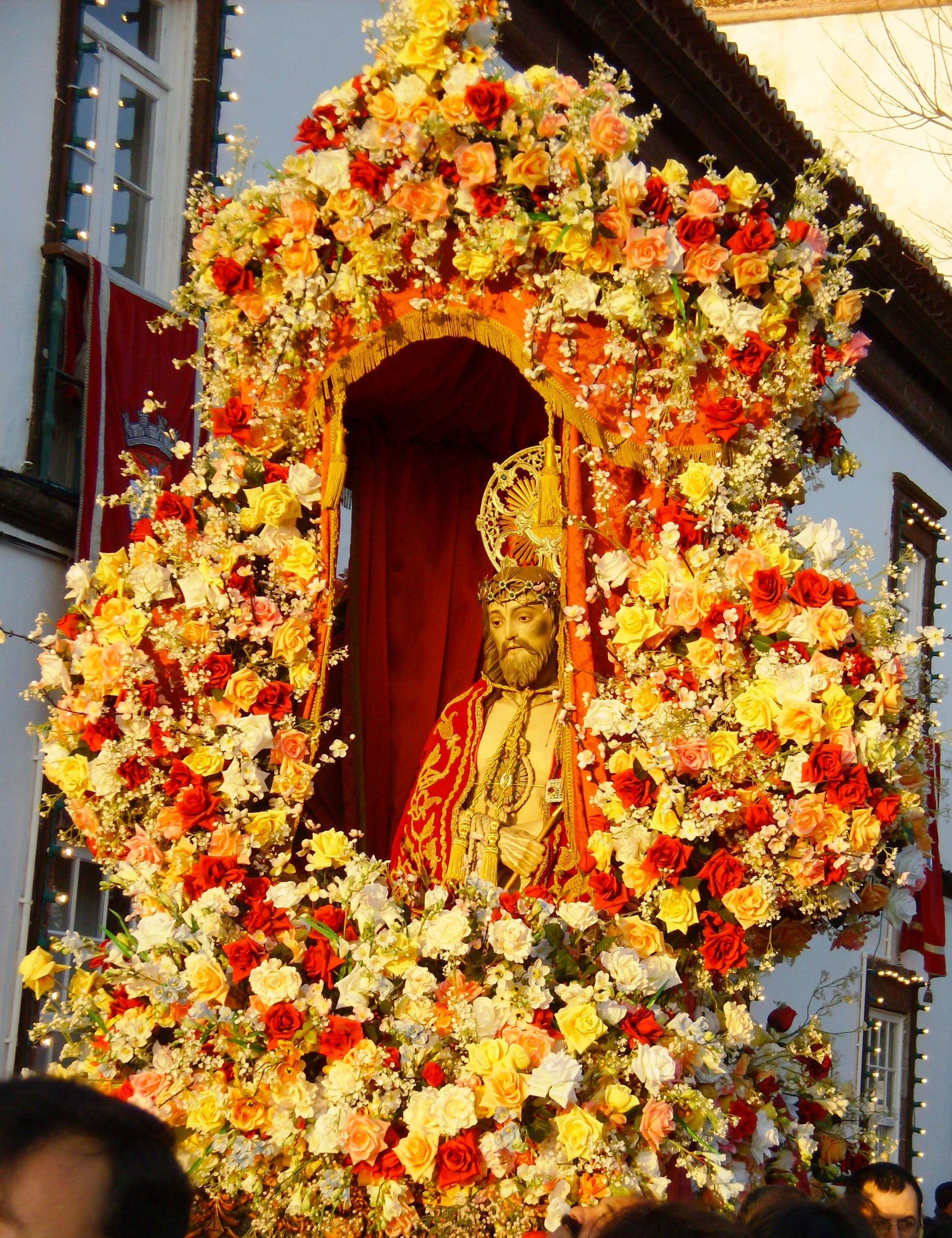
Procissão em honra do Senhor Santo Cristo (em Vila do Porto).

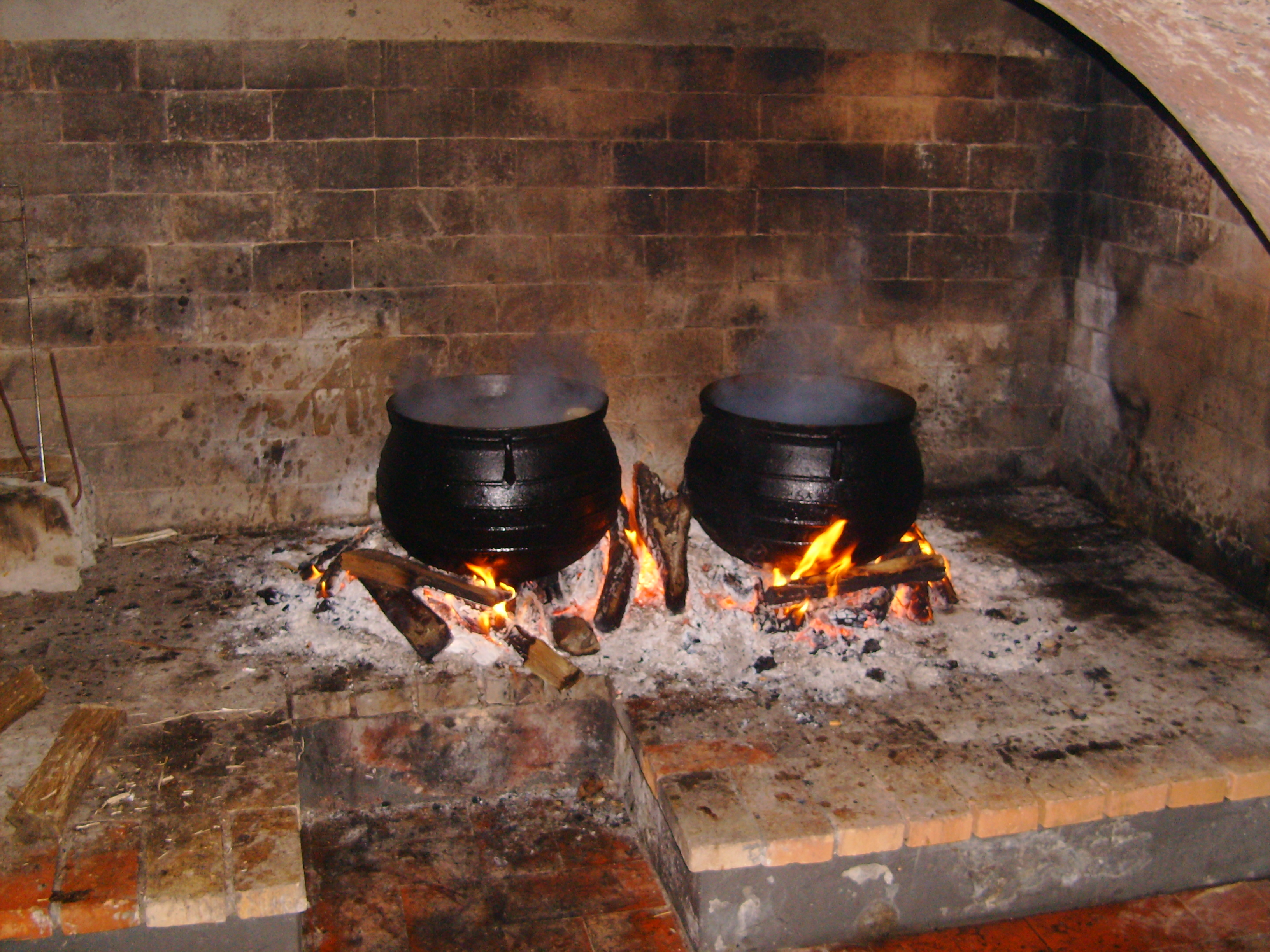
Preparação das sopas de um Império do Espírito Santo.

Como nas demais ilhas açorianas, uma das actividades culturais mais marcantes são as celebrações do Divino Espírito Santo, que remontam ao início do povoamento e ao papel de destaque que a Ordem de Cristo e os Franciscanos tiveram na vida religiosa do arquipélago. As festividades incluem a coroação de uma ou mais crianças, em que o "Imperador" usa um ceptro e uma coroa de prata, símbolos do Espírito Santo, culminando com uma grande festa no sétimo domingo depois da Páscoa, o domingo de Pentecostes. Na ocasião são realizados os "Impérios" em honra do Espírito Santo, quando são distribuídas gratuitamente as chamadas "sopas", cozinhadas segundo as antigas tradições.
Para além desta festa, celebrada em todas as freguesias, decorre em Vila do Porto a celebração do Senhor Santo Cristo dos Milagres.
A 15 de Agosto ocorrem as festividades em homenagem à padroeira, Nossa Senhora da Assunção.
Ainda no mês de agosto, geralmente no último fim-de-semana, realiza-se desde 1984, na praia Formosa, o Festival Maré de Agosto, um dos mais concorridos do arquipélago, e que conta com atrações musicais nacionais e internacionais.
No Verão, a praia Formosa e praia de São Lourenço são as mais concorridas não apenas pelos banhistas como também para a prática de desportos náuticos.
A temporada encerra-se com a festa da Confraria dos Escravos da Cadainha, nos Anjos, no mês de setembro.
A nível de artesanato destacam-se a confecção de louça e de outras peças de olaria em barro vermelho (cuja tradição atualmente se procura recuperar), as camisolas de lã feitas manualmente, as mantas de retalhos coloridas e os panos de linho, os chapéus de palha, os cestos de vime e vários objectos em madeira e ferro. Além de diversas cooperativas de artesãos, a ilha conta com um museu para expor o aspecto histórico e cultural desta produção: o Museu de Santa Maria, localizado na freguesia de Santo Espírito.
A gastronomia da ilha é rica, destacando-se o caldo de nabos, o bolo na panela, a caçoila, o molho de fígado, a sopa e a caldeirada de peixe. Entre os mariscos citam-se o cavaco, as lapas e as cracas. No campo da doçaria, citam-se os biscoitos encanelados, os de orelha, os brancos, os de aguardente e as cavacas. Entre as bebidas, o vinho de cheiro, o vinho abafado, o abafadinho, os licores de amora, de leite e a aguardente, são típicos.
Acerca do falar típico de Santa Maria, talvez a primeira recolha registada de palavras e expressões seja a do oficial miguelista António Bonifácio Júlio Guerra, condenado ao desterro na ilha, datada de 1834.

### Lendas tradicionais
As principais lendas da ilha, tradicionalmente passadas de geração a geração, são:
- Lenda da descoberta da ilha de Santa Maria
- A Ilha Encantada - sobre uma ilha que, de sete em sete anos, surgia no Poente, podendo-se ver detalhes como os das pessoas às janelas das casas e as suas roupas estendidas a secar.
- A Cruz dos Anjos - ligada à construção da Ermida dos Anjos.
- O Canavial dos Piratas - também ligada à Ermida dos Anjos: quando de um desembarque de piratas mouros, um canavial brotou miraculosamente, ocultando a ermida da vista deles, que desse modo foi poupada.
- O pirata Bei - Sobre um feroz pirata argelino, tão temido que quando eram avistadas velas desconhecidas a população logo dizia aterrorizada: "Vem aí o Bei! Olha o pirata Bei!"
- A Lenda da Sereia da Praia - sobre um pescador que se apaixona por uma sereia na praia. Capturada, perde as guelras e os atributos de sereia por meio de um esconjuro feito pelo pescador, adquirindo a forma humana e sendo então por este desposada.
- O milagre da Ermida de Nossa Senhora da Conceição - ligada a uma incursão dos corsários franceses em 1575.
- O Távora - sobre um indivíduo ligado à Casa dos Távoras, na ilha refugiado à perseguição do Marquês de Pombal, cujo esqueleto foi encontrado entaipado em um antigo solar em Vila do Porto.
- O Ermitão - acerca de um indivíduo que teria vivido na furna de Santana, afamado por curar impingem e cobrelo com benzeduras e mezinhas.
- O Tesouro - que justifica a mancha caliçada, que se avista no rochedo de Malbusca, como a porta de um grande tesouro ali escondido à época dos Castelhanos.
- A furna do Santo Cristo - alusiva ao achamento de uma imagem do Santo Cristo, depois conduzida em procissão para a Igreja da Misericórdia.
- A furna de Sant'Ana - alusiva à invasão de piratas da Barbária em 1616
- Lenda da Donzela Encantada da ilha de Santa Maria

### Marienses ilustres
- D. Luís de Figueiredo de Lemos, bispo da Diocese do Funchal;
- Manuel de Sousa, herói de África;
- D. Frei Francisco de São Jerónimo, bispo da Diocese do Rio de Janeiro, filho de Marienses;
- José Inácio de Andrade, escritor e homem público;
- Dr. Manuel de Lacerda, arabista;
- Alberto de Sousa Pinto, pintor;
- Dr. Manuel Monteiro Velho Arruda, médico e historiador.
- José Nuno da Câmara Pereira, artista plástico.
- Arsénio Chaves Puim (n. 1936), historiador, etnógrafo, co-fundador e primeiro diretor de “O Baluarte de Santa Maria” (segunda série), opositor ao Estado Novo, presidente da Câmara de Vila do Porto e  pároco de São Pedro e Santa Bárbara.

## Património edificado

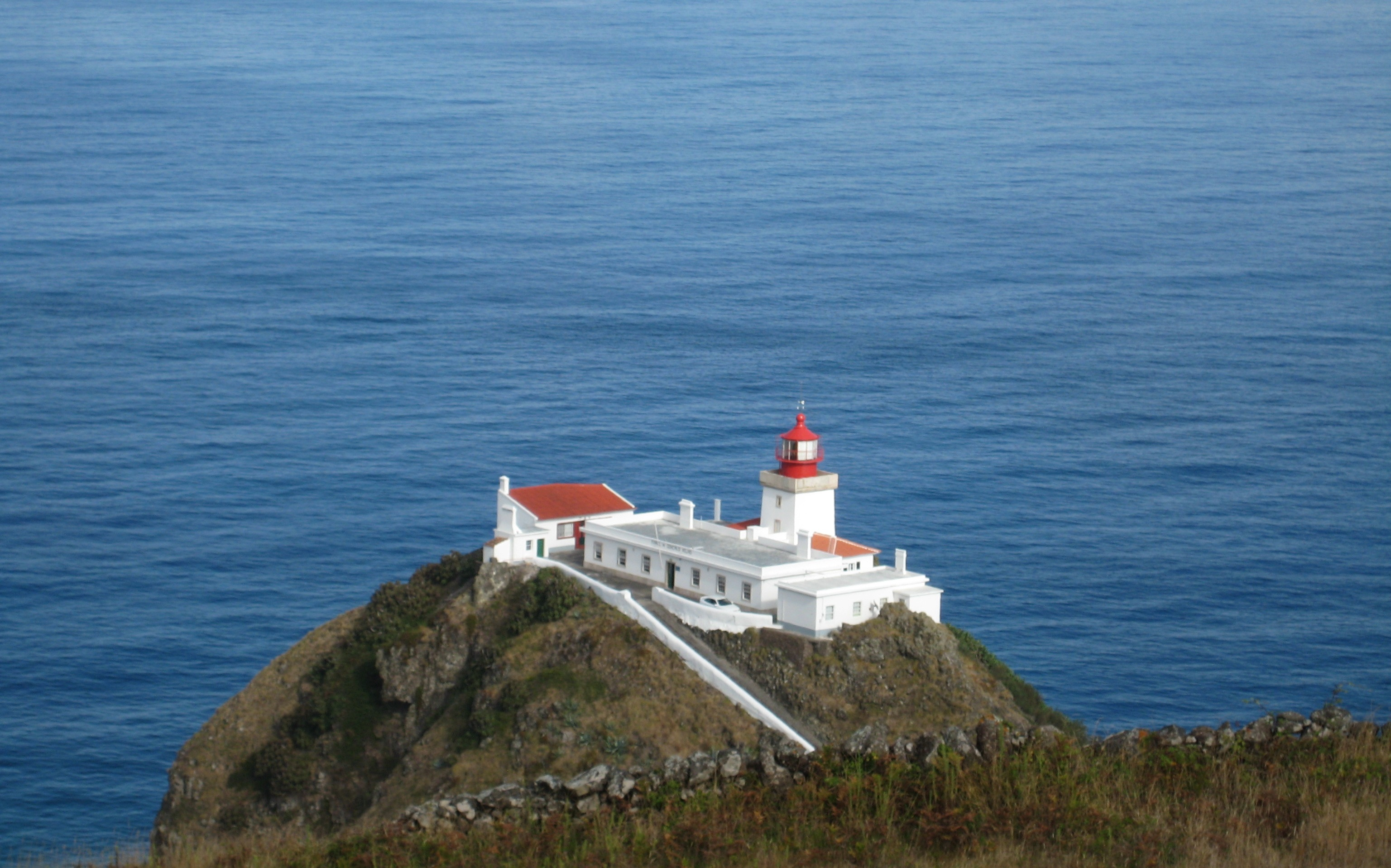
Farol de Gonçalo Velho na ponta do Castelo.

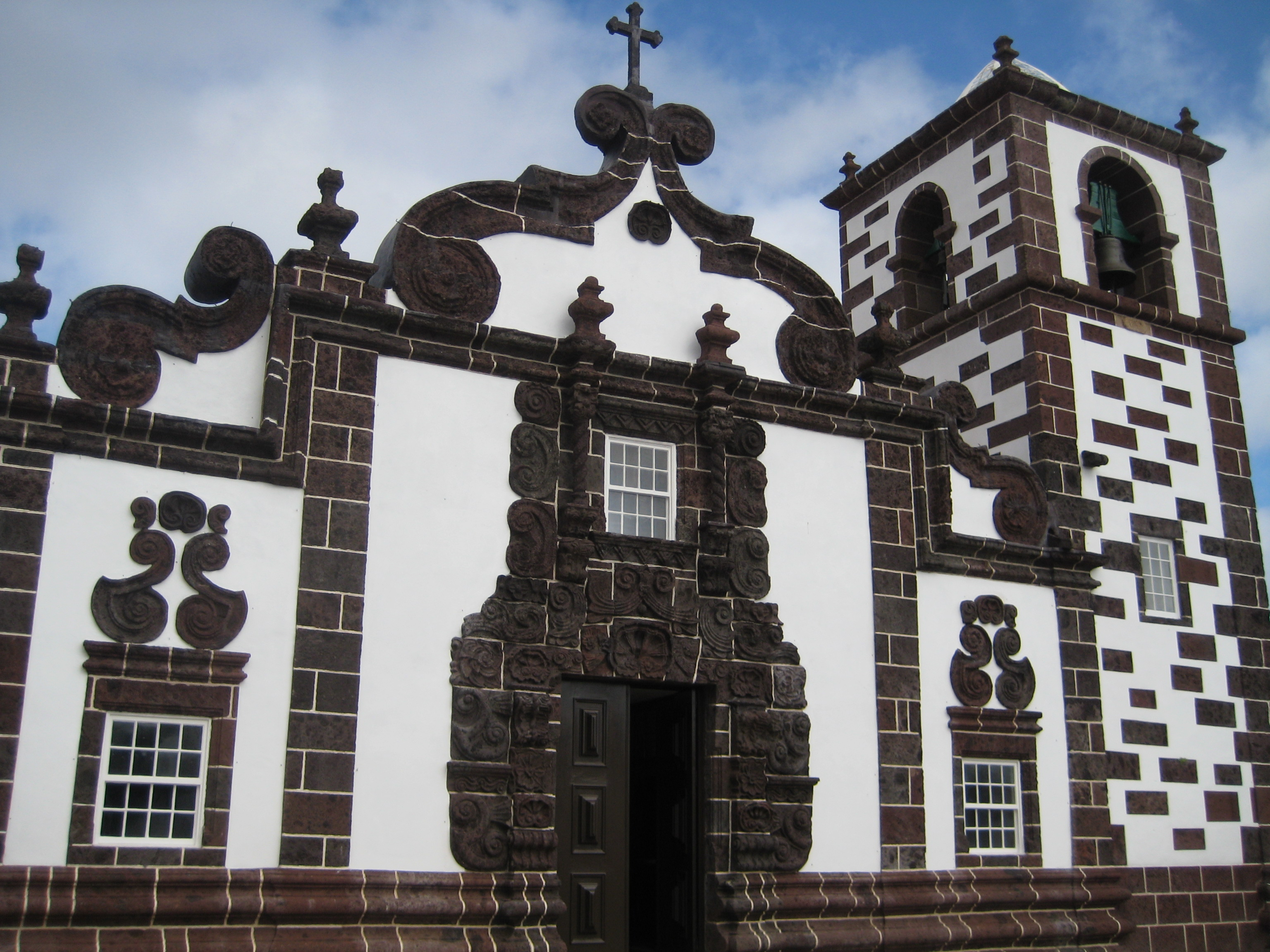
Igreja de Nossa Senhora da Purificação no Santo Espírito.

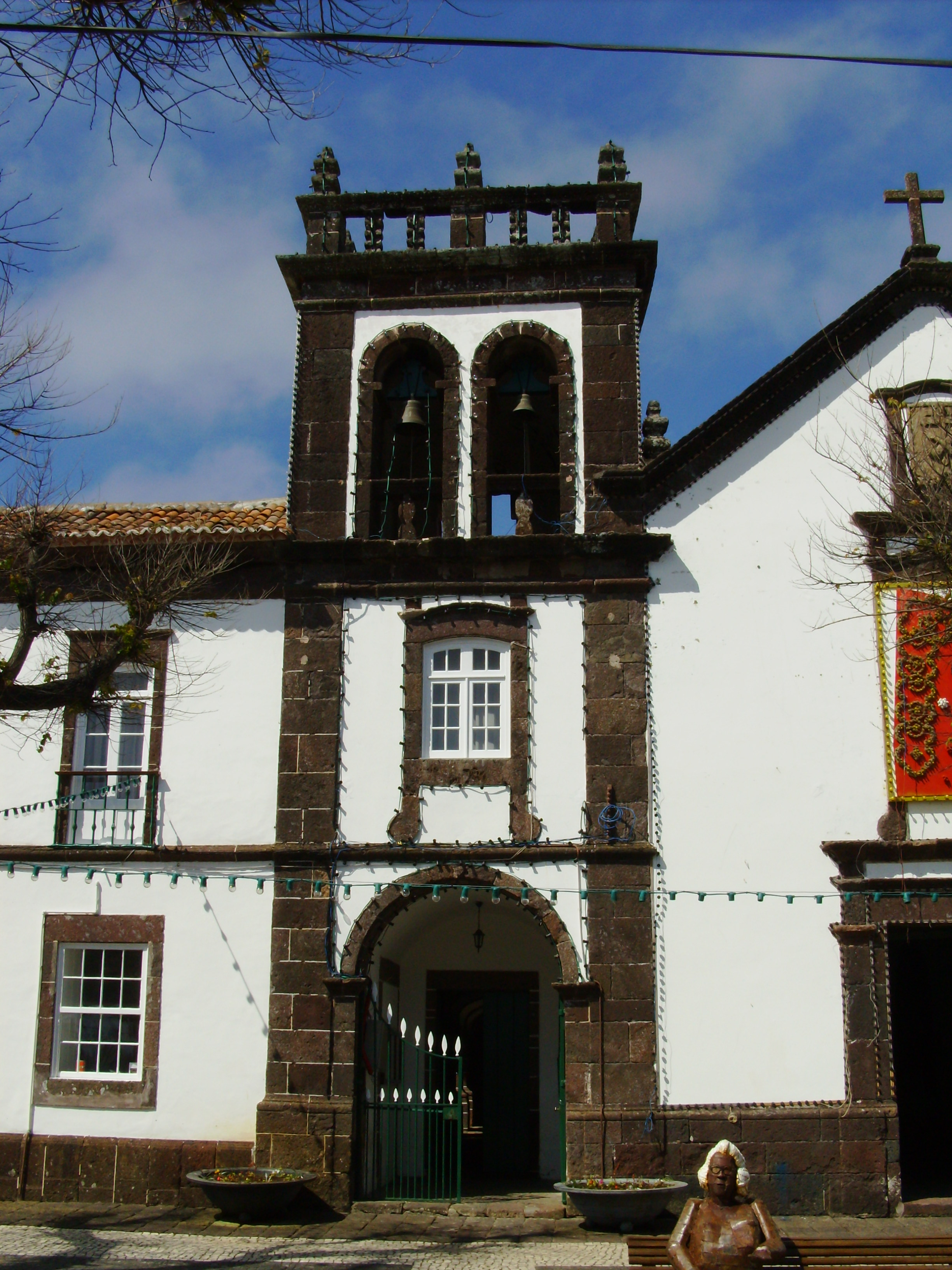
Convento de São Francisco em Vila do Porto.

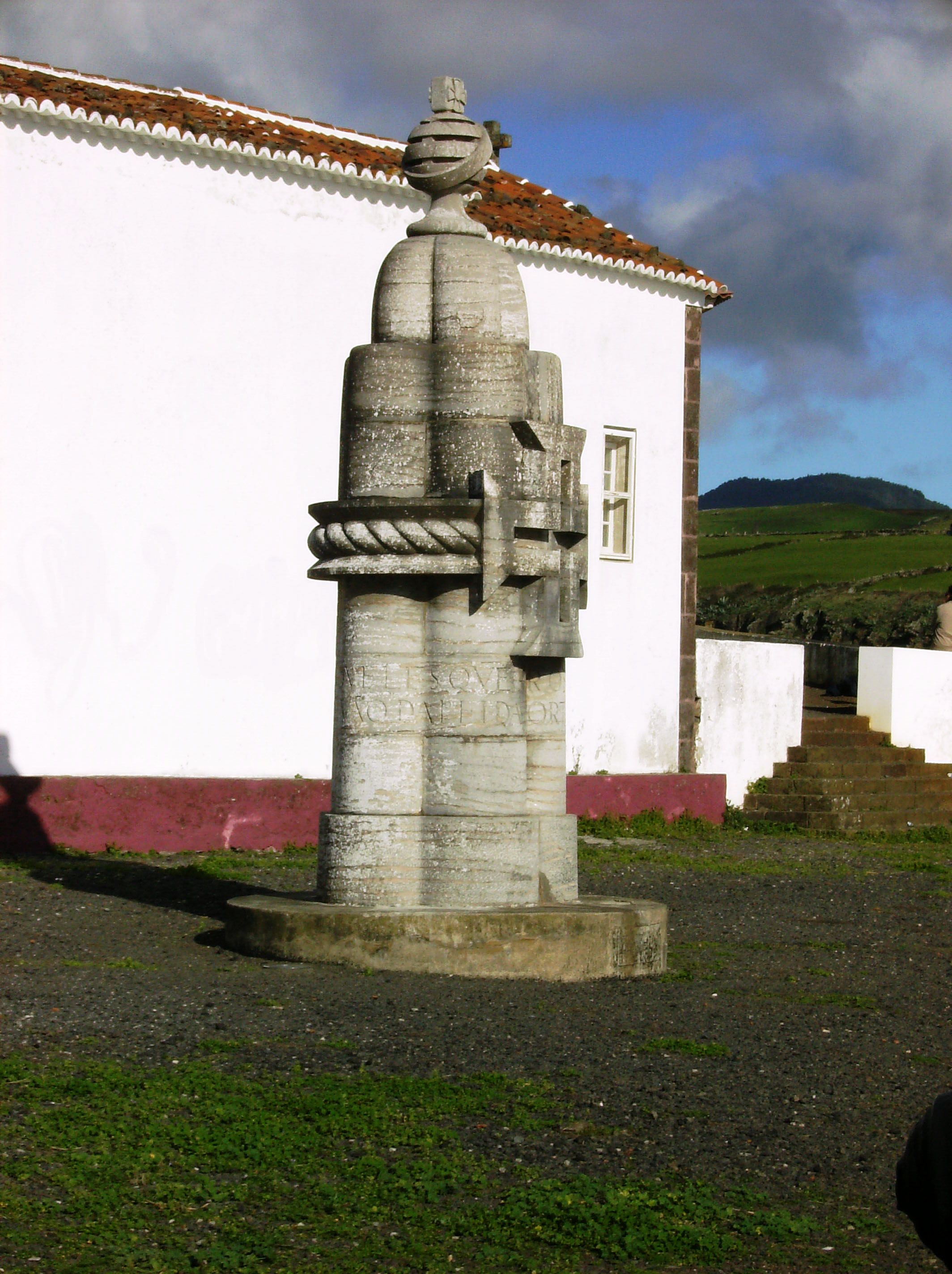
Monumento aos mortos da I Guerra Mundial no Forte de São Brás.

O património edificado da ilha é constituído por uma ampla variedade de exemplares, de vários tipos - públicos e particulares, civis, religiosos e militares -, protegidos e valorizados por sua importância histórico-cultural. Por ter sido a primeira ilha do arquipélago a ser povoada, é o local onde se encontram os mais antigos vestígios dessa ocupação, usufruindo adicionalmente da vantagem de, por não estar tão sujeita a sismos ou erupções vulcânicas, não registou ao longo dos séculos perdas por essas causas. Entre os principais exemplares, relacionam-se:

### Arquitetura civil
- Casa do Capitão João Soares de Sousa
- Estação LORAN de Santa Maria
- Fábrica da Baleia do Castelo
- Farol de Gonçalo Velho (Farol da Maia)
- Lagar de Diogo Santos Faleiro
- Fábrica da Telha de Santa Maria
- Fábrica de Conservas Corretora

### Arquitetura militar
- Bateria da Laje da Peça
- Casamatas do Pico Alto
- Forte da Baía de São Lourenço
- Forte da Baixa do Vigário
- Forte da Figueira
- Forte da Forca
- Forte da Maia
- Forte da Prainha
- Forte de Nossa Senhora da Praia dos Anjos
- Forte de São Brás de Vila do Porto
- Forte de São João Baptista da Praia Formosa
- Forte de São João Evangelista
- Forte do Cabrestante
- Forte do Marvão
- Fortins do Porto (Vila do Porto)

### Arquitetura religiosa
- Convento de São Francisco (Vila do Porto)
- Ermida de Jesus, Maria, José (Santa Bárbara)
- Ermida de Nossa Senhora da Boa Morte (Santo Espírito)
- Ermida de Nossa Senhora da Boa Nova (Vila do Porto)
- Ermida de Nossa Senhora da Boa Viagem (Vila do Porto)
- Ermida de Nossa Senhora da Conceição (Vila do Porto)
- Ermida de Nossa Senhora da Glória (Santo Espírito)
- Ermida de Nossa Senhora da Graça (Almagreira)
- Ermida de Nossa Senhora da Piedade (Santo Espírito)
- Ermida de Nossa Senhora da Saúde (São Pedro)
- Ermida de Nossa Senhora de Fátima (São Pedro)
- Ermida de Nossa Senhora de Lurdes (Santa Bárbara)
- Ermida de Nossa Senhora de Monserrate (São Pedro)
- Ermida de Nossa Senhora do Desterro (Santa Bárbara)
- Ermida de Nossa Senhora do Livramento (Vila do Porto)
- Ermida de Nossa Senhora do Monte (Almagreira)
- Ermida de Nossa Senhora do Pilar (São Pedro)
- Ermida de Nossa Senhora dos Anjos (Vila do Porto)
- Ermida de Nossa Senhora dos Prazeres (Santo Espírito)
- Ermida de Nossa Senhora dos Remédios (Almagreira)
- Ermida de Nossa Senhora Mãe de Deus (Vila do Porto)
- Ermida de Santa Rita (Almagreira)
- Ermida de Santo António (Santo Espírito)
- Ermida de São Lourenço (Santa Bárbara)
- Ermida de São Pedro Gonçalves Telmo ou Ermida do Corpo Santo (Vila do Porto)
- Igreja de Nossa Senhora da Purificação (Santo Espírito)
- Igreja de Nossa Senhora da Vitória (Vila do Porto)
- Igreja de Nossa Senhora da Misericórdia (Vila do Porto)
- Igreja de Nossa Senhora do Ar (Vila do Porto)
- Igreja de Nossa Senhora do Bom Despacho (Almagreira)
- Igreja de Santa Bárbara (Santa Bárbara)
- Igreja de Santo Antão (Vila do Porto)
- Igreja de São Pedro (São Pedro)
- Igreja do Recolhimento de Santa Maria Madalena (Vila do Porto)
- Igreja do Recolhimento de Santo António (Vila do Porto)
- Igreja Matriz de Nossa Senhora da Assunção (Vila do Porto)

## Património natural e ambiental

### Categoria Reserva Natural
- Reserva Natural dos Ilhéus das Formigas
- Reserva Natural do Ilhéu da Vila

### Categoria Monumento Natural
- Reserva Natural da Pedreira do Campo, do Figueiral e da Prainha

### Categoria Área Protegida para a Gestão de Habitats ou Espécies
- Área Protegida para a Gestão de Habitats ou Espécies da Costa Sudoeste
- Área Protegida para a Gestão de Habitats ou Espécies da Ponta do Castelo
- Área Protegida para a Gestão de Habitats ou Espécies da Baía do Cura
- Área Protegida para a Gestão de Habitats ou Espécies do Pico Alto

### Categoria Área de Paisagem Protegida
- Área da Paisagem Protegida do Barreiro da Faneca e Costa Norte
- Área da Paisagem Protegida da Baía de São Lourenço
- Área da Paisagem Protegida da Baía da Maia

### Categoria Área Protegida de Gestão de Recursos
- Área Protegida de Gestão de Recursos da Baía de São Lourenço
- Área Protegida de Gestão de Recursos da Costa Norte
- Área Protegida de Gestão de Recursos da Costa Sul

### Reservas Florestais de Recreio
- Reserva Florestal de Recreio das Fontinhas
- Reserva Florestal de Recreio Mata do Alto
- Reserva Florestal de Recreio de Valverde

### Outros pontos de interesse
- Baixa dos Badejos
- Banco João Lopes
- Caverna da Maia
- Covão da Mula
- Ilhéu do Mar da Barca
- Monte Delgado
- Monte das Flores
- Pico Alto
- Pico do Penedo
- Pico do Norte
- Praia Formosa

## Galeria de fotos

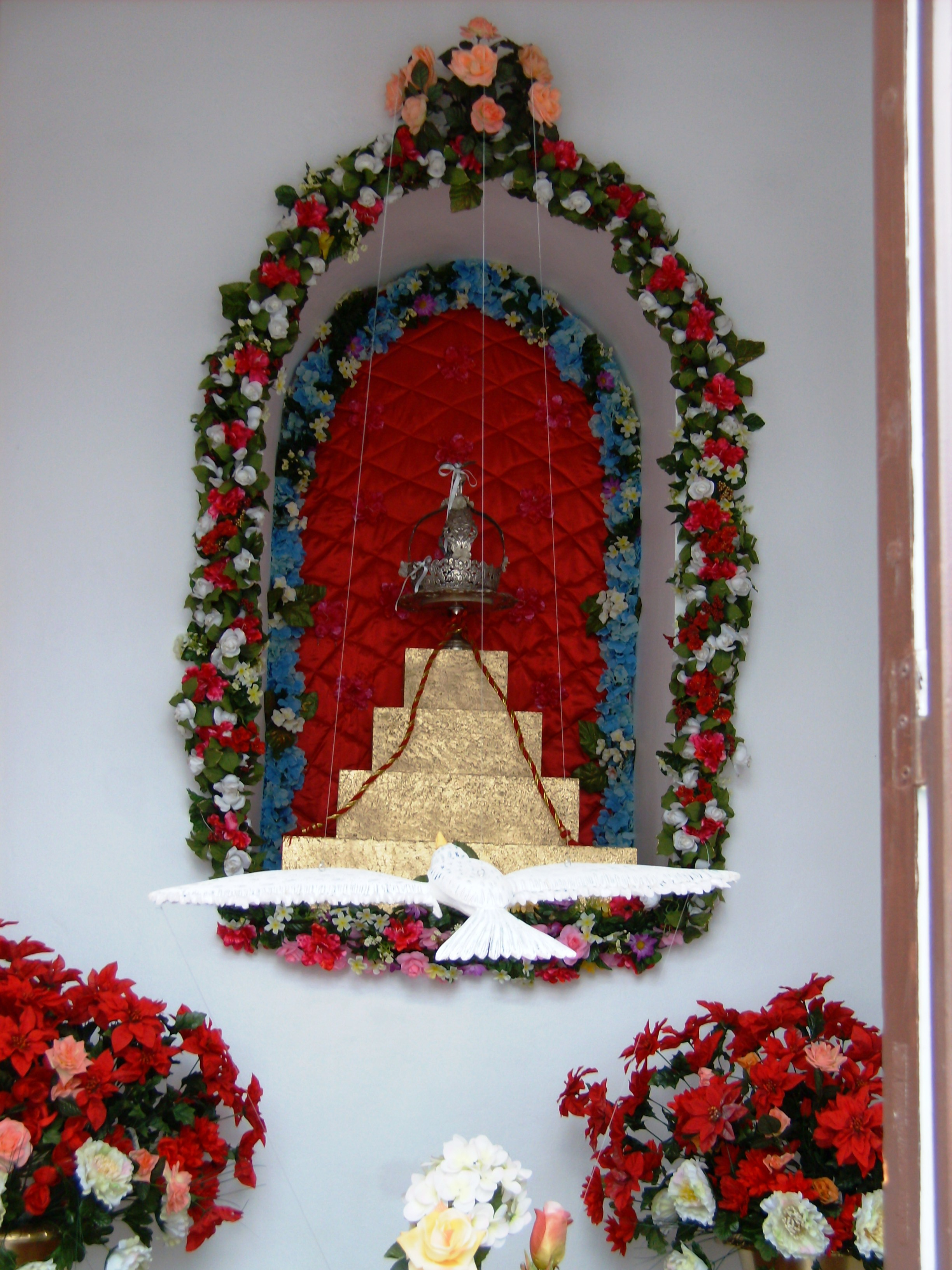
Divino Espírito Santo (Santa Bárbara, 2008)
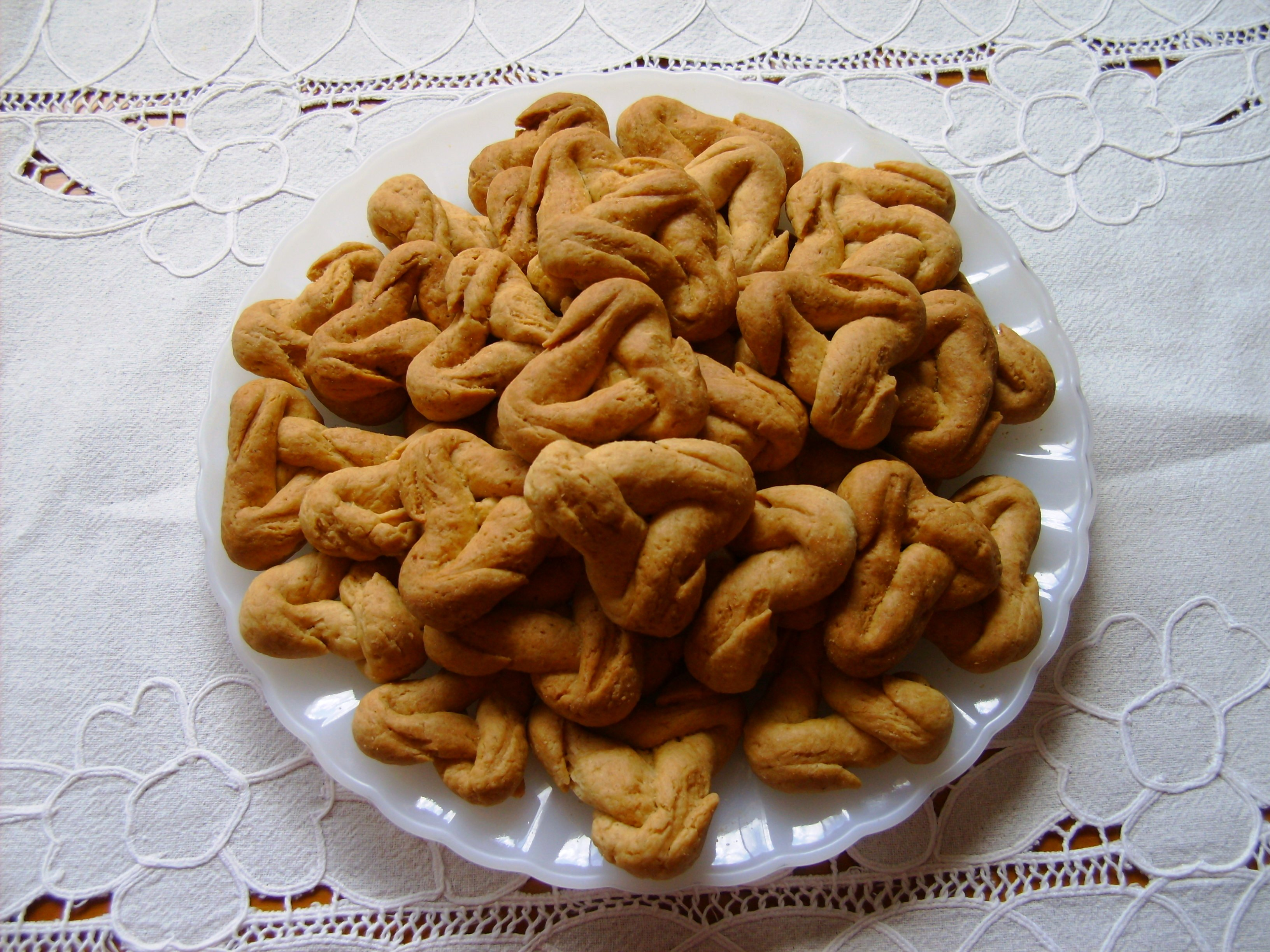
Biscoitos de Orelha
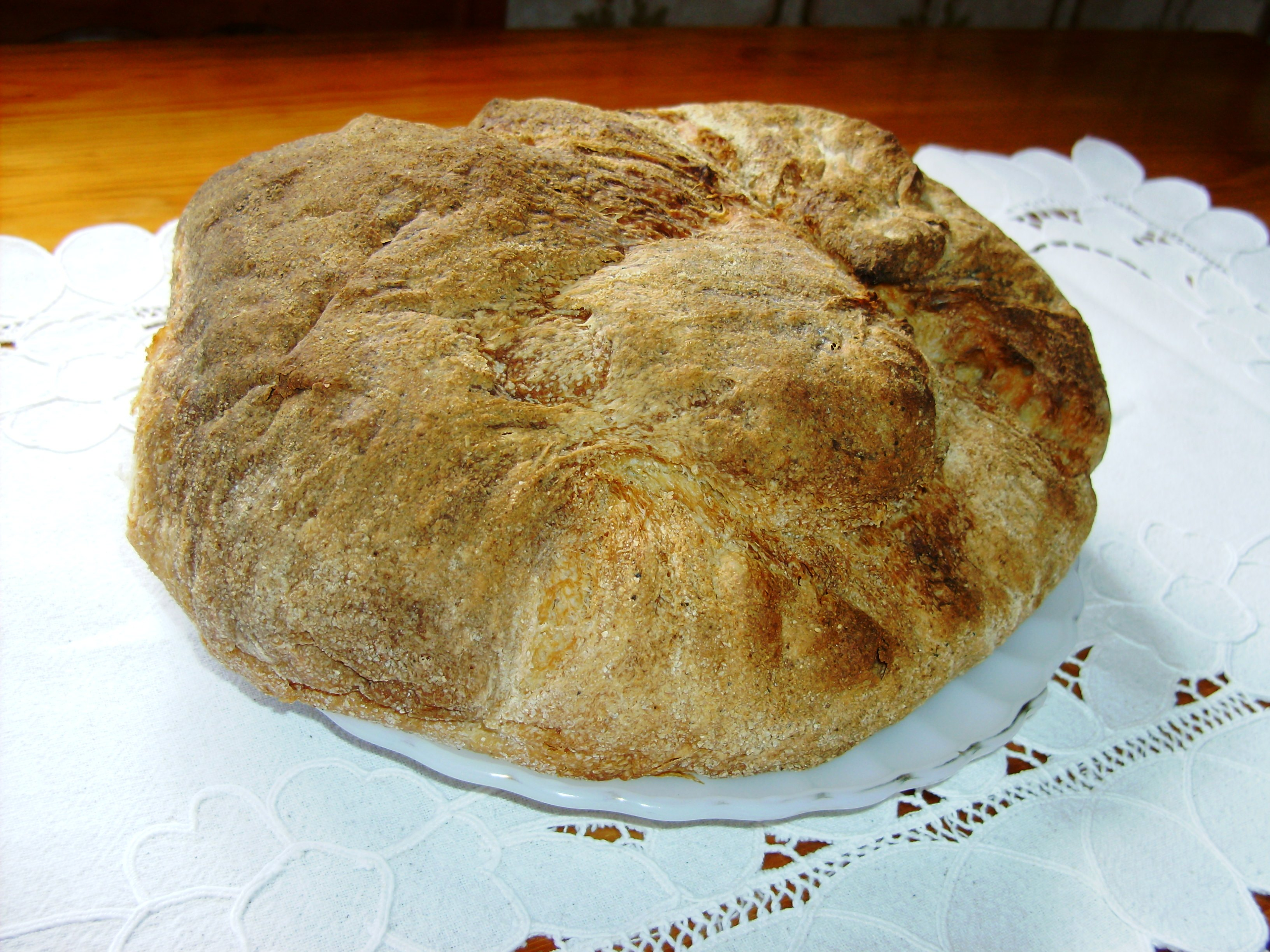
Pão caseiro
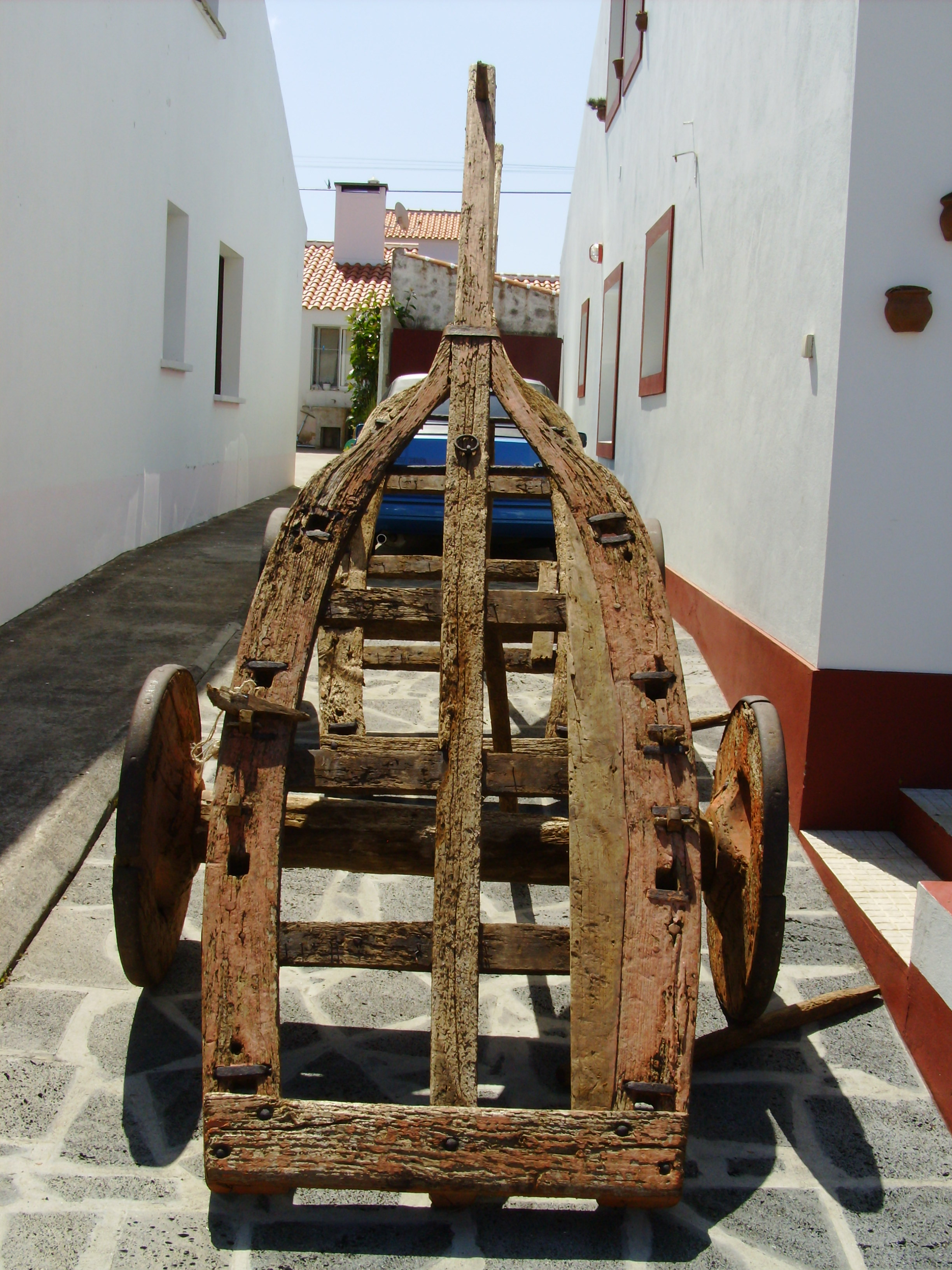
Antigo carro de bois
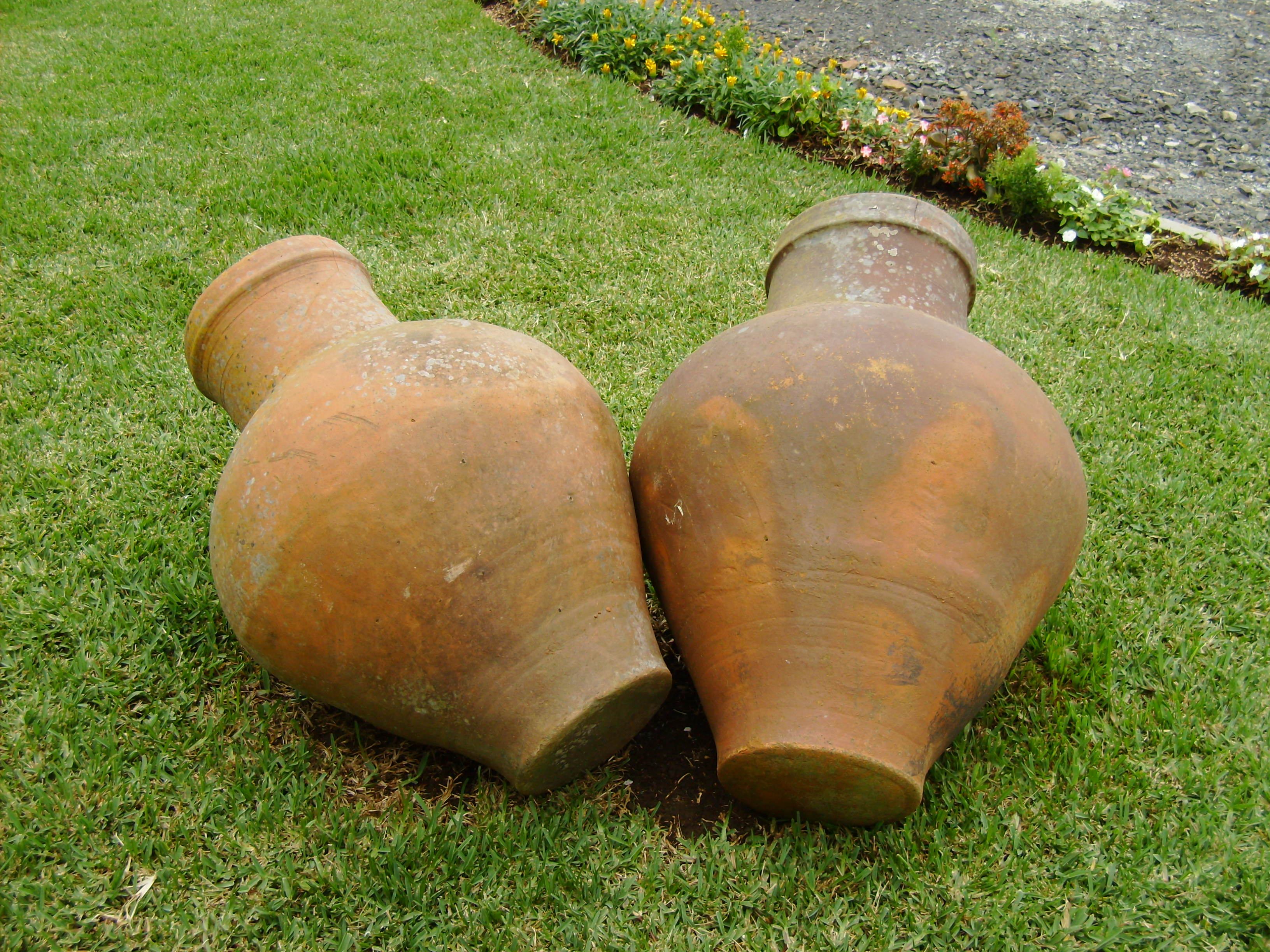
Talhões
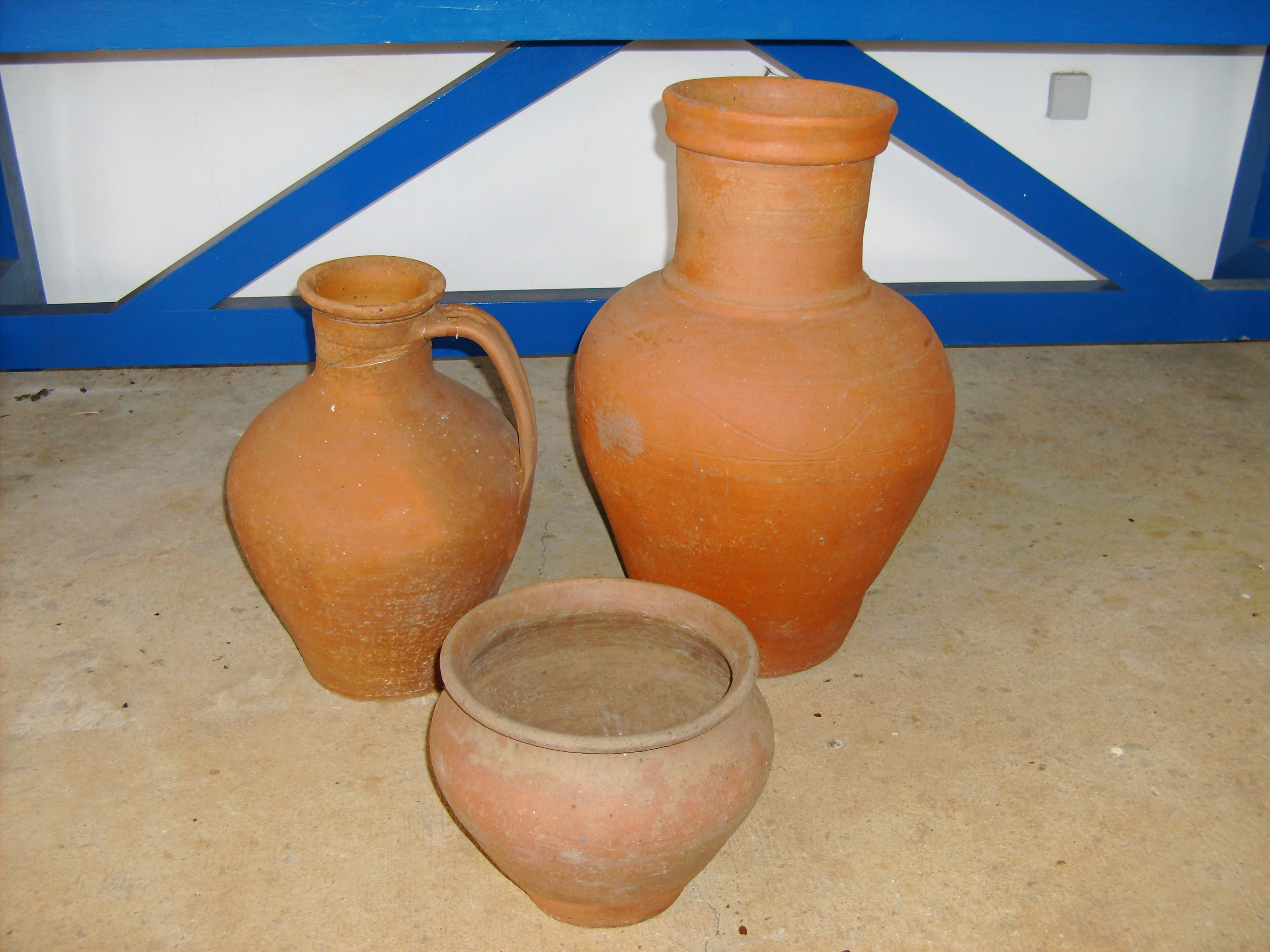
Antiga cerâmica utilitária